# Albert Schnorf-Flury
Albert Schnorf-Flury (* 1846 in Uetikon am See; † 1919 ebenda) war ein Schweizer Unternehmer, Verwaltungsratspräsident der Chemischen Fabrik Uetikon (CFU) und ein prägender Vertreter der dritten Generation der Unternehmerfamilie Schnorf. Er war massgeblich am Übergang des Familienbetriebs zur modernen Aktiengesellschaft beteiligt.

## Leben
Albert Schnorf wurde als Sohn von Rudolf Schnorf-Hauser (1815–1894) und Luise Hauser (1814–1901) geboren. Er besuchte die Kantonsschule Zürich und studierte Chemie an der ETH Zürich. Anschliessend absolvierte er Wanderjahre mit Stationen in Frankreich (bei Léon Malétra) und England. Wie sein Bruder Rudolf überlebte er nur knapp eine Typhuserkrankung.
Trotz seiner technischen Ausbildung übernahm er 1869 die kaufmännische Leitung der CFU. Sein Bruder leitete den technischen Bereich, und Christian Schlegel (1836–1886) unterstützte ihn als erfahrener kaufmännischer Mitarbeiter.

## Familie
Albert heiratete Luise Flury (1851–1914), Tochter eines benachbarten Seidenfabrikanten. Das Ehepaar wohnte im umgebauten Nachbarhaus des Stammhauses in Uetikon. Sie hatten mindestens drei Kinder, darunter: 
- Albert Schnorf-Schlegel (1874–1963), später Verwaltungsratspräsident

- Paul Schnorf-Hausamann (1873–1946), Direktor der CFU

- Rosalie Marullaz-Schnorf (1877–1960)

## Unternehmerisches Wirken
Albert Schnorf-Flury war entscheidend beteiligt an der Umwandlung der Firma «Gebrüder Schnorf» in die Chemische Fabrik Uetikon AG im Jahr 1899. Gemeinsam mit seinem Bruder Rudolf brachte er das gesamte Firmenvermögen in die neue Aktiengesellschaft ein. Albert wurde Verwaltungsratspräsident der CFU.
Ein besonders bedeutender Schritt unter seiner Leitung war der erfolgreiche Erwerb des Wäckerling-Lands: Durch geschickte Verhandlungen konnte verhindert werden, dass auf dem Gelände ein Altersheim entstand, wodurch der Bau eines eigenen Bahnanschlusses für die Fabrik ermöglicht wurde – ein infrastruktureller Meilenstein für den weiteren Geschäftsausbau.
In der Firmenführung pflegte Albert einen bescheidenen, mitarbeiternahen Stil. Gemeinsam mit seinem Bruder arbeitete er oft Seite an Seite mit den Fabrikangestellten. Zur täglichen Routine gehörte der Neun-Uhr-Kaffee mit seinem Bruder und den beiden Söhnen zur Besprechung des täglichen Geschäfts sowie ein Abendspaziergang mit seinem Bruder zu demselben Zweck. 1864 gründeten die Brüder eine Betriebskrankenkasse und später eine Fabriksparkasse, um soziale Sicherheit und Sparmöglichkeiten für die Belegschaft zu schaffen.

## Politik und Gemeinwesen
Wie viele Familienmitglieder war Albert Schnorf auch im Gemeindewesen aktiv. Gemeinsam mit seinem Bruder Rudolf gründete er 1916 einen Baufonds für das spätere Wohlfahrtshaus Uetikon, das 1920 als alkoholfreie Gemeindestube mit Bibliothek, Restaurant und Lesezimmer eröffnet wurde.
Er unterstützte auch den Bau eines Altersheims und trug zur Verbesserung der Infrastruktur in Uetikon bei, darunter das Telefonnetz, eine elektrische Beleuchtung, ein Dampfschiffsteg und die Gründung einer Ersparniskasse.
Im Jahr 1916 lehnte er eine Ehrendoktorwürde der ETH Zürich mit dem Hinweis ab, diese gebühre ebenso seinem Bruder Rudolf und seinem verstorbenen Vater Rudolf.

## Tod
Albert Schnorf-Flury starb 1919 in Uetikon am See. Nach seinem Tod übernahm sein Sohn Albert Schnorf-Schlegel das Verwaltungsratspräsidium, gefolgt von dessen Bruder Paul Schnorf-Hausamann.